# Lineolata rhizophorae
Lineolata rhizophorae ist die einzige Gattung  der einzigen Gattung Lineolata und der einzigen Familie Lineolataceae der Schlauchpilze, die alleine die Ordnung Lineolatales bilden.

## Merkmale
Lineolata rhizophorae hat dunkelbraune bis schwarze, kleine, birnenförmige Fruchtkörper, die im Substrat eingebettet oder oberflächlich sein können, mit einer kleinen Öffnung, die Ostiole, sie sind so warzenförmig. Sie sind kohlenförmig bis lederartig mit Periphysen. Die Pseudoparaphysen haben kleine Bälkchen (trabekulat) in einer gelatinösen Matrix. Die Schläuche besitzen acht Sporen und sind zylindrisch, kurz gestielt und fissitunikat (das heißt, der Schlauch fährt teleskopartig aus). Sie sind nicht amyloid, sie lassen sich also nicht mit Jod anfärben, und besitzen einen mehrschichtigen refraktiven Ring. Die braunen Sporen sind in einer Reihe (uniseriat) angeordnet, einfach septiert, elliptisch und die Oberfläche ist freistehend.

## Lebensweise
Lineolata rhizophorae lebt saprob in aquatischen Habitaten.

## Systematik und Taxonomie
1966 wurde die Art als  Didymosphaeria rhizophorae von Jan Kohlmeyer und Erika Ottilie Kohlmeyer erstbeschrieben. 1990 wurde sie dann von Jan Kohlmeyer und Brigitte Volkmann-Kohlmeyer dann in die neue Gattung Lineolata transferiert. Sie stand dann von unsicherer Stellung innerhalb der Dothideomyceten. 2020 wurden dann die Familie und Ordnung beschrieben und zur Unterklasse der Pleosporomycetidae gestellt. Sie besteht nur aus der Art Lineolata rhizophorae und ist daher monotypisch.